# قنبرة قصيرة الأصابع صغيرة

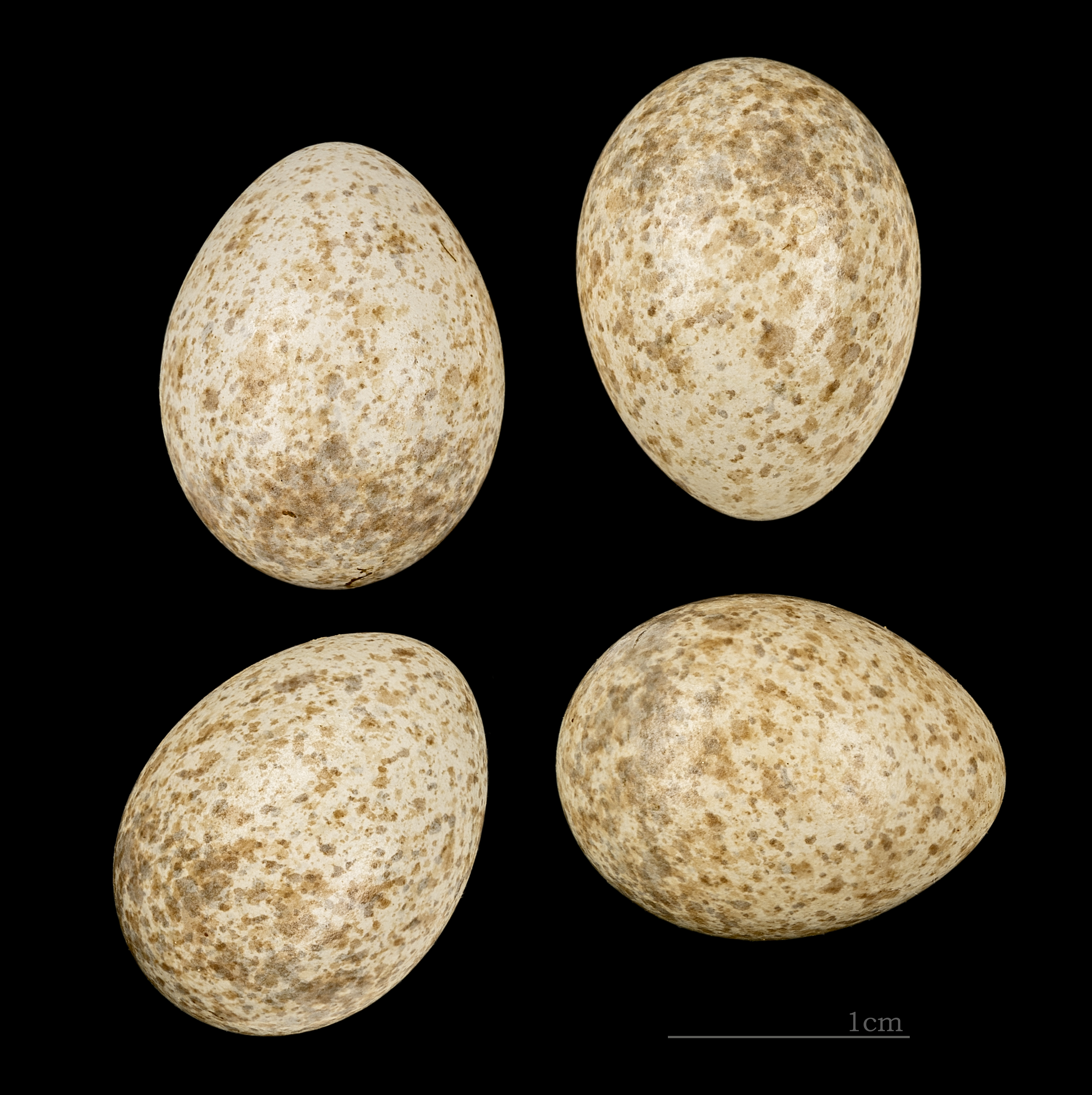
Calandrella rufescens minor

قنبرة قصيرة الأصابع صغيرة تسمى أيضا  حصد  (الاسم العلمي: Calandrella rufescens) (بالإنجليزية: Lesser Short-toed Lark)‏، هو طائر ينتمي إلى قبرة (فصيلة: Alaudidae) ،الحصد: أطلق أهالي المنطقة على هذا الطائر بـ (الحصد) نسبة إلى طريقة التقاطة للبذور والديدان من داخل الأرض والتي تمثل غذاءه وهي توحي للناظر من بعيد كأنهم يحصدون تربة الأرض لذا عرفت بهذا الاسم.
طائر مهاجر شتوي عابر غالباً مايرى في الشتاء على شكل أسراب صغيرة (وهو طائر أروبي شائع) ويتميز بسرعة الطيران عند اقتراب الإنسان منه أو سماع أي صوت ولصغر حجمة يستعان بالمنظار لرؤيته.
وغالباً ما يتواجد على الآرض ويفضل المناطق شبه الصحراوية والتلال الرملية القريبة من السواحل، والمسطحات الملحية ذات الشجيرات الصغيرة والأراضي الزراعية.

## المشخصات
يتميز بأنه طائر صغير ممتلئ قوي الجسم ويتراوح طوله ما بين 10 _ 15 سم تقريباً، من مقدمة المنقار السميك، إلى نهاية الذيل الصغير، له عُرف ملفت للانتباء عند تركيز النظر إليه.
ويتميز سطح ظهره بلونه الرملي، أما منطقة الصدر فهي بارزة بيضاء فيها بقع سوداء على جانبي الصدر مع وجود أشرطة مخططة واضحة على امتداد الصدر.

## انظر أيضاً

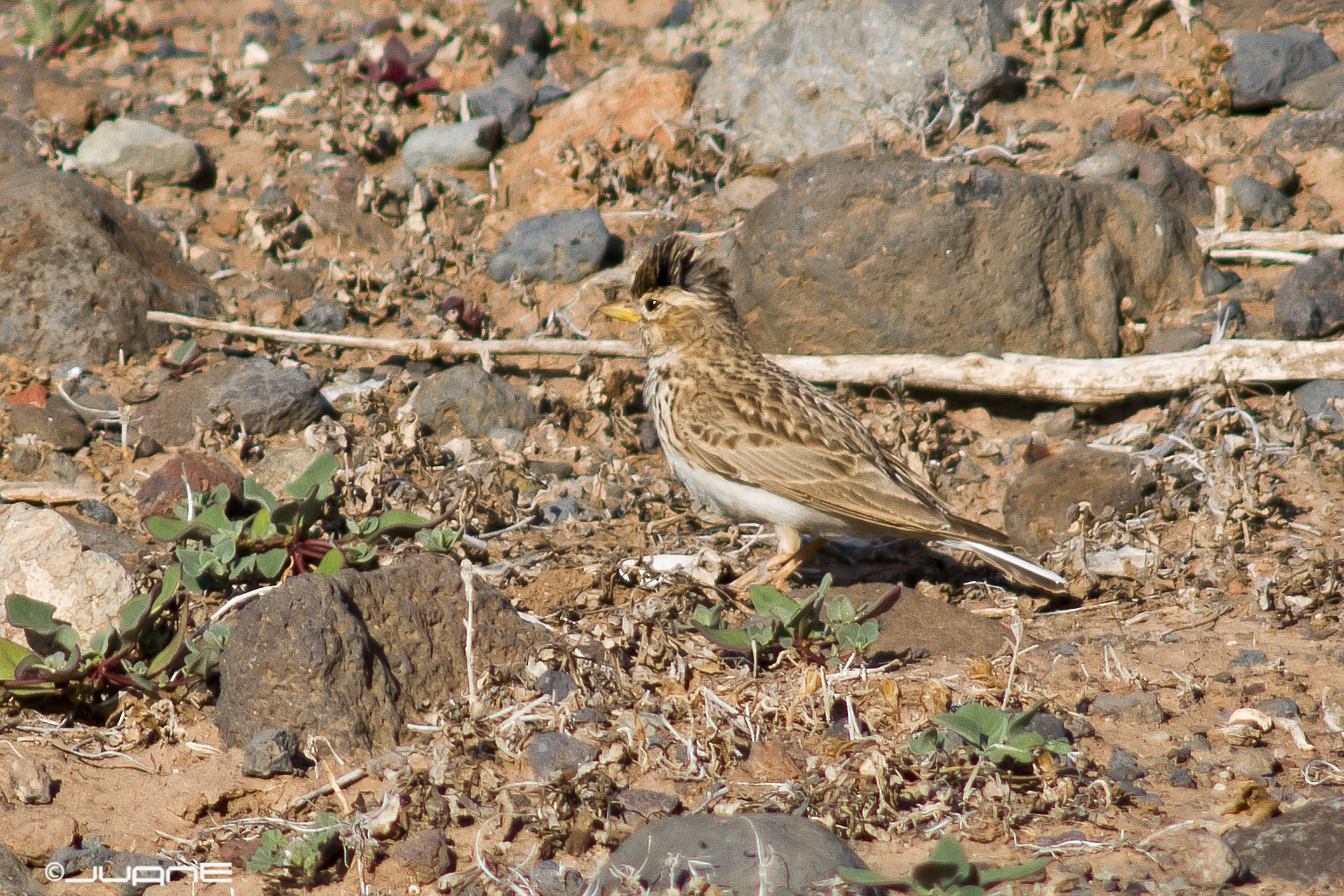
قنبرة قصيرة الأصابع صغيرة

## التغذية
يتغذى على البذور والحشرات أحياناً.